# 129146 Stevenglenn
129146 Stevenglenn è un asteroide della fascia principale. Scoperto nel 2005, presenta un'orbita caratterizzata da un semiasse maggiore pari a 3,2085353 UA e da un'eccentricità di 0,1666834, inclinata di 19,73509° rispetto all'eclittica.